# Patinação de velocidade nos Jogos Olímpicos de Inverno de 2010 - 1500 m masculino
As competições de 1500m masculino da patinação de velocidade nos Jogos Olímpicos de Inverno de 2010 foram disputadas no Richmond Olympic Oval em Vancouver, Colúmbia Britânica, em 20 de fevereiro de 2010.

## Medalhistas
| Ouro   | NED Mark Tuitert |
| Prata  | USA Shani Davis  |
| Bronze | NOR Håvard Bøkko |

## Recordes
Antes desta competição, os recordes mundiais e olímpicos da prova eram os seguintes:
| Tipo | Atleta      | Tempo   | Local          | Data                    |
| ---- | ----------- | ------- | -------------- | ----------------------- |
|      | Shani Davis | 1:41.04 | Salt Lake City | 11 de dezembro de 2009  |
|      | Derek Parra | 1:43.95 | Salt Lake City | 19 de fevereiro de 2002 |

Nenhum recorde foi estabelecido nesta prova nos Jogos de Vancouver.

## Resultados
| Pos.              | Par | Raia | Atleta                        | Tempo   | Diferença | Notas |
| ----------------- | --- | ---- | ----------------------------- | ------- | --------- | ----- |
| Medalha de ouro   | 17  | o    | NED Mark Tuitert              | 1:45.57 | 0.00      |       |
| Medalha de prata  | 19  | i    | USA Shani Davis               | 1:46.10 | +0.53     |       |
| Medalha de bronze | 17  | i    | NOR Håvard Bøkko              | 1:46.13 | +0.56     |       |
| 4                 | 16  | i    | RUS Ivan Skobrev              | 1:46.42 | +0.85     |       |
| 5                 | 14  | o    | KOR Mo Tae-Bum                | 1:46.47 | +0.90     |       |
| 6                 | 18  | o    | USA Chad Hedrick              | 1:46.69 | +1.12     |       |
| 7                 | 10  | o    | NED Simon Kuipers             | 1:46.76 | +1.19     |       |
| 8                 | 12  | o    | NOR Mikael Flygind Larsen     | 1:46.77 | +1.20     |       |
| 9                 | 16  | o    | CAN Denny Morrison            | 1:46.93 | +1.36     |       |
| 10                | 15  | i    | ITA Enrico Fabris             | 1:47.02 | +1.45     |       |
| 11                | 13  | i    | RUS Yevgeny Lalenkov          | 1:47.06 | +1.49     |       |
| 12                | 13  | o    | ITA Matteo Anesi              | 1:47.34 | +1.77     |       |
| 13                | 8   | o    | NED Sven Kramer               | 1:47.40 | +1.83     |       |
| 14                | 15  | o    | CAN Mathieu Giroux            | 1:47.62 | +2.05     |       |
| 15                | 14  | i    | USA Trevor Marsicano          | 1:47.84 | +2.27     |       |
| 16                | 18  | i    | NED Stefan Groothuis          | 1:48.03 | +2.46     |       |
| 17                | 12  | i    | POL Konrad Niedźwiedzki       | 1:48.15 | +2.58     |       |
| 18                | 9   | i    | USA Brian Hansen              | 1:48.45 | +2.88     |       |
| 19                | 19  | o    | CAN Lucas Makowsky            | 1:48.61 | +3.04     |       |
| 20                | 7   | o    | NOR Christoffer Fagerli Rukke | 1:48.62 | +3.05     |       |
| 21                | 8   | i    | RUS Aleksey Yesin             | 1:48.65 | +3.08     |       |
| 22                | 4   | o    | KOR Lee Jong-Woo              | 1:49.00 | +3.43     |       |
| 23                | 11  | o    | KAZ Denis Kuzin               | 1:49.05 | +3.48     |       |
| 24                | 9   | o    | SWE Joel Eriksson             | 1:49.08 | +3.51     |       |
| 25                | 2   | i    | SWE Daniel Friberg            | 1:49.13 | +3.56     |       |
| 26                | 10  | i    | JPN Teruhiro Sugimori         | 1:49.19 | +3.62     |       |
| 27                | 11  | i    | POL Zbigniew Bródka           | 1:49.45 | +3.88     |       |
| 28                | 7   | i    | SWE Johan Röjler              | 1:49.50 | +3.93     |       |
| 29                | 3   | o    | NOR Fredrik van der Horst     | 1:49.58 | +4.01     |       |
| 30                | 6   | o    | JPN Shingo Doi                | 1:49.77 | +4.20     |       |
| 31                | 2   | o    | KOR Ha Hong-Sun               | 1:49.93 | +4.36     |       |
| 32                | 3   | i    | GER Samuel Schwarz            | 1:50.07 | +4.50     |       |
| 33                | 4   | i    | FRA Pascal Briand             | 1:50.71 | +5.14     |       |
| 34                | 6   | i    | CHN Gao Xuefeng               | 1:50.78 | +5.21     |       |
| 35                | 5   | o    | CHN Sun Longjiang             | 1:51.30 | +5.73     |       |
| 36                | 1   | i    | RUS Aleksandr Lebedev         | 1:52.09 | +6.52     |       |
| 37                | 5   | i    | CAN Kyle Parrott              | 1:52.67 | +7.10     |       |

Legenda
| Recorde mundial      | Recorde mundial (World record)               |                       | Recorde africano                      | Recorde africano (African) |                                           | Q | Classificado por posição (Qualified) |
| Recorde olímpico     | Recorde olímpico (Olympic record)            | Recorde da América    | Recorde da América (Americas)         | q                          | Classificado por melhor tempo (Qualified) |   |                                      |
| Melhor marca do ano  | Melhor marca do ano (World leading)          | Recorde asiático      | Recorde asiático (Asian)              | DNS                        | Não largou (Did not start)                |   |                                      |
| Recorde nacional     | Recorde nacional (National record)           | Recorde europeu       | Recorde europeu (European)            | DNF                        | Não terminou (Did not finish)             |   |                                      |
| Recorde pessoal      | Recorde pessoal do atleta (Personal best)    | Recorde da Oceania    | Recorde da Oceania (Oceania)          | DSQ / DQ                   | Desclassificado (Disqualified)            |   |                                      |
| Recorde da temporada | Recorde da temporada do atleta (Season best) | Recorde sul-americano | Recorde sul-americano (South America) | NM                         | Sem marca (No mark)                       |   |                                      |